# Золотобрюхий дубоносовый кардинал
Золотобрюхий дубоносовый кардинал (лат. Pheucticus aureoventris) — вид птиц из семейства кардиналовых (Cardinalidae). Выделяют пять подвидов. Распространены в Южной Америке.

## Описание
Золотобрюхий дубоносовый кардинал достигает длины около 22 см и массы от 43,8 до 66,2 г. У взрослых самцов номинативного подвида верхняя часть тела чёрная, с жёлтым пятном на плече; иногда с узкой жёлтой каймой на надхвостье и белыми кончиками у самых длинных кроющих перьев хвоста. Верхняя часть крыльев черная, первостепенные маховые перья с широким белым пятном у основания, средние и большие кроющие перья крыльев с широкими белыми кончиками (на сложенном крыле образуют заметные полосы). Рулевые перья черноватые, крайние перья с большими белыми участками на внутренних опахалах и небольшим количеством белого на внешних опахалах. Подбородок, горло и верхняя часть груди чёрного цвета. Нижняя часть груди и брюхо ярко-желтые, с различным количеством чёрных крапинок по бокам. Нижние кроющие перья хвоста беловатые, с маленькими чёрными кончиками; испод крыльев бледно-жёлтый. Радужная оболочка коричневая; надклювье чёрное, подклювье синевато-серое. Ноги сине-серые. Самка внешне похожа на самца, но более коричневая и с большим количеством жёлтых крапинок на верхней стороне, нижняя часть тела в основном жёлтая с тёмными крапинками (за исключением брюха). У незрелого самца макушка тускло-черновато-коричневая с желтоватыми крапинками, горло тускло-жёлтое, с черноватыми рассеянными пятнами, маховые перья тускло-коричневато-черные, белые отметины на крыле и хвосте редуцированы.
Песня представляет собой богатую, мелодичную серию свистящих нот, позывка — резкий звук «keck».

## Места обитания
Золотобрюхий дубоносовый кардинал обитает в сухих или засушливых лесных массивах и ущельях с кустарниковыми зарослями, и в заросших садах. Встречается на высоте от 660 до 1450—2000 м над уровнем моря, иногда до 3700 м в Венесуэле, на высоте 1700—3000 м в Колумбии и 1200—3200 м в Перу.

## Поведение
Золотобрюхий дубоносовый кардинал встречается поодиночке или парами, иногда несколько особей могут собираться на плодоносящих деревьях. Никогда не присоединяется к смешанным стаям кормящихся птиц. Кормится на всех уровнях леса и даже на земле, но в основном в верхних ярусах. В состав рациона входят ягоды, семена и насекомые. В колумбийском департаменте Кундинамарка в апреле наблюдали активное питание цветами и семенами Polymnia pyramidalis.

## Размножение
Биология размножения золотобрюхого дубоносового кардинала исследована недостаточно. Отрывочные наблюдения взрослых особей с увеличенными гонадами, гнёзд с птенцами и оперившихся птенцов позволили предположить, что сезон размножения продолжается в период с ноября по январь. Чашеобразное гнездо с наружным диаметром 10—12 см располагается в кустарнике на высоте до трёх метров от земли. В кладке 2—3 зеленоватых или голубых яйца, с мелкими коричневыми пятнышками, сосредоточенными на тупом конце. Информация о периодах инкубации, выклева и оперения птенцов отсутствует. Гнёзда часто разоряет плюшевоголовая разноцветная сойка (Cyanocorax chrysops).

## Подвиды
Выделяют пять подвидов:
- Pheucticus aureoventris meridensis Riley, 1905 — штат Мерида (Венесуэла)
- Pheucticus aureoventris uropygialis Sclater & Salvin, 1871 — Восточные Анды Колумбии
- Pheucticus aureoventris crissalis Sclater, & Salvin, 1877 — департамент Нариньо (Колумбия) и на юг до центра Эквадора.
- Pheucticus aureoventris terminalis Chapman, 1919 — Перу (регионы Амасонас и Куско)
- Pheucticus aureoventris aureoventris (d'Orbigny & Lafresnaye, 1837) — гнездится в перуанской провинции Пуно, западной и южной Боливии и северо-западной Аргентине. Зимой мигрирует в западно-центральную Бразилию и на север Парагвая

У подвида P. a. meridensis верхняя часть тела, включая кроющие перья надхвостья, чёрного цвета; спина с несколькими скрытыми жёлтыми перьями, надхвостье золотистое с несколькими чёрными пятнами, брюхо жёлтое и всегда без пятен; 
P. a. uropygialis похож на предыдущий подвид, но надхвостье менее жёлтое, по бокам брюха есть чёрные пятна, на спине нет скрытых жёлтых перьев; 
P. a. crissalis заметно отличается от других подвидов жёлтыми, а не чёрными, горлом и грудью и охристо-белыми кроющими подхвостья;
у P. a. terminalis на боках мало чёрных отметин или вообще их нет, белые кончики больших кроющих перьев крыльев крупнее, пятна на лопатках жёлтые, жёлтые бёдра.